# Accord de libre-échange entre le Costa Rica et Singapour
L'accord de libre-échange entre le Costa Rica et Singapour est un accord de libre-échange signé le 6 avril 2010 et entré en application le 1er juillet 2013. Par ce traité, Singapour supprime l'ensemble de ses droits douaniers sur les marchandises du Costa Rica, alors que ce dernier supprime ses droits de douane sur 90 % des produits venant de Singapour. L'accord comprend des volets sur les mesures phytosanitaires, sur les barrières non tarifaires, sur les marchés publics, sur les droits intellectuels, etc.